# Smilax azorica
Smilax azorica är en enhjärtbladig växtart som beskrevs av H.Schaef. och P.Schönfelder. Smilax azorica ingår i släktet Smilax och familjen Smilacaceae. Inga underarter finns listade.